# Classique Paul Hunter de snooker 2014
Le Classique Paul Hunter 2014 est un tournoi de snooker classé mineur, qui s'est déroulé du 20 au 24 août 2014 au Stadthalle à Fürth en Allemagne. Il est sponsorisé par Arcaden. 

## Déroulement
Il s'agit de la troisième épreuve du championnat européen des joueurs, une série de tournois disputés en Europe (6 épreuves) et en Asie (3 épreuves), lors desquels les joueurs doivent accumuler des points afin de se qualifier pour la grande finale à Bangkok.
L'événement compte un total de 220 participants, dont 128 ont atteint le tableau final. Le vainqueur remporte une prime de 25 000 €.
Le tournoi est remporté par Mark Allen 4 à 2 face à Judd Trump en finale, lui qui avait échoué sur la dernière marche un peu plus tôt ce mois-ci à l'Open de Riga. Le joueur Indien Aditya Mehta réalise un break maximum de 147 points lors du troisième tour.

## Dotation
La répartition des prix est la suivante :
- Vainqueur : 25 000 €
- Finaliste : 12 000 €
- Demi-finaliste : 6 000 €
- Quart de finaliste : 4 000 €
- 8èmes de finale : 2 300 €
- 16èmes de finale : 1 200 €
- Deuxième tour : 700 €
- Dotation totale : 125 000 €

## Phases finales
|  | Quarts de finale au meilleur des 7 manches | Quarts de finale au meilleur des 7 manches | Quarts de finale au meilleur des 7 manches |            |              | Demi-finales au meilleur des 7 manches | Demi-finales au meilleur des 7 manches | Demi-finales au meilleur des 7 manches |  |  | Finale au meilleur des 7 manches | Finale au meilleur des 7 manches | Finale au meilleur des 7 manches |
|  |                                            |                                            |                                            |            |              |                                        |                                        |                                        |  |  |                                  |                                  |                                  |
|  |                                            | Mark Selby                                 | 3                                          |            |              |                                        |                                        |                                        |  |  |                                  |                                  |                                  |
|  |                                            | Ricky Walden                               | 4                                          |            |              |                                        |                                        |                                        |  |  |                                  |                                  |                                  |
|  |                                            | Ricky Walden                               | 4                                          |            | Ricky Walden | 1                                      |                                        |                                        |  |  |                                  |                                  |                                  |
|  |                                            |                                            |                                            |            | Ricky Walden | 1                                      |                                        |                                        |  |  |                                  |                                  |                                  |
|  |                                            |                                            | Judd Trump                                 | 4          |              |                                        |                                        |                                        |  |  |                                  |                                  |                                  |
|  |                                            | Judd Trump                                 | Judd Trump                                 | 4          | 4            |                                        |                                        |                                        |  |  |                                  |                                  |                                  |
|  |                                            | Judd Trump                                 |                                            |            | 4            |                                        |                                        |                                        |  |  |                                  |                                  |                                  |
|  |                                            | Tian Pengfei                               | 3                                          |            |              |                                        |                                        |                                        |  |  |                                  |                                  |                                  |
|  |                                            |                                            |                                            |            |              |                                        |                                        |                                        |  |  |                                  | Judd Trump                       | 2                                |
|  |                                            |                                            |                                            | Mark Allen | 4            |                                        |                                        |                                        |  |  |                                  |                                  |                                  |
|  |                                            | Dechawat Poomjaeng                         | 2                                          |            |              |                                        |                                        |                                        |  |  |                                  |                                  |                                  |
|  |                                            | Rod Lawler                                 | 4                                          |            |              |                                        |                                        |                                        |  |  |                                  |                                  |                                  |
|  |                                            | Rod Lawler                                 | 4                                          |            | Rod Lawler   | 3                                      |                                        |                                        |  |  |                                  |                                  |                                  |
|  |                                            |                                            |                                            |            | Rod Lawler   | 3                                      |                                        |                                        |  |  |                                  |                                  |                                  |
|  |                                            |                                            | Mark Allen                                 | 4          |              |                                        |                                        |                                        |  |  |                                  |                                  |                                  |
|  |                                            | Alan McManus                               | Mark Allen                                 | 4          | 3            |                                        |                                        |                                        |  |  |                                  |                                  |                                  |
|  |                                            | Alan McManus                               |                                            |            | 3            |                                        |                                        |                                        |  |  |                                  |                                  |                                  |
|  |                                            | Mark Allen                                 | 4                                          |            |              |                                        |                                        |                                        |  |  |                                  |                                  |                                  |

## Finale
| Finale au meilleur des 7 manches Arbitre : Maike Kesseler |                          |                            |
| Judd Trump Angleterre                                     | 2 - 4 ( - )              | Mark Allen Irlande du Nord |
| 0 92                                                      | Centuries Meilleur break | 0 88                       |
| Mark Allen remporte le Classique Paul Hunter 2014         |                          |                            |